# ダニエル・パチェコ
ダニエル・"ダニ"・パチェコ・ロバト（Daniel "Dani" Pacheco Lobato, 1991年1月5日 - ）は、スペイン王国マラガ県ピサーラ出身のサッカー選手、ポジションはフォワード、ミッドフィールダー。UDログロニェス所属。
小柄な体型であるが、ボールコントロールに長け、得点能力にも優れている。

## 経歴
バルセロナのカンテラに所属していたが、2007年夏にリヴァプールに移籍する。移籍当初はリザーブチームでプレーし、2009年にUEFAチャンピオンズリーグのACFフィオレンティーナ戦でトップチームデビューを果たす。
2011年3月23日、ノリッジ・シティFCにレンタル移籍し、リーグ戦2ゴールを記録した。2011年8月24日、スペインのアトレティコ・マドリードにレンタル移籍し、2011-2012シーズンはラーヨ・バジェカーノにレンタル移籍することとなった。なおアトレティコにはシーズン終了後に買い取りオプションがついている。2011年9月18日、ヘタフェCF戦でリーガ・エスパニョーラデビューを果たした。
2014年にレアル・ベティスに移籍した。2016年7月23日、ヘタフェCFにレンタル移籍した。2017年7月3日には完全移籍となった。
2018年、3年契約でマラガCFに移籍した。
2020年10月3日、マラガCFの業績悪化に伴うレイオフ制度によって契約解除を通告され、クラブを退団した。翌年2月1日、セグンダ・ディビシオンのUDログロニェスと2020-21シーズン終了までの短期契約を交わした。

## 代表歴
スペインユース各世代で代表に選ばれている。2010年夏に開かれたU19欧州選手権では、ポルトガル戦で2得点を記録するなど、大会通算4得点を奪い得点王に輝いた。

## 所属クラブ
- リヴァプールFC 2009-2013

→ ノリッジ・シティFC 2011 (loan)
→ アトレティコ・マドリード 2011-2012 (loan)
→ ラーヨ・バジェカーノ 2011-2012 (loan)
→ SDウエスカ 2013 (loan)
- ADアルコルコン 2013-2014
- レアル・ベティス 2014-2017

→ デポルティーボ・アラベス 2015-2016 (loan)
→ ヘタフェCF 2016-2017 (loan)
- ヘタフェCF 2017-2018
- マラガCF 2018-2020
- UDログロニェス 2021-